# Per-Mathias Høgmo
Per-Mathias Høgmo (Gratangen, 1 december 1959) is een Noors voetbalcoach en voormalig voetballer. Høgmo was laatst actief als de hoofdtrainer van Urawa Red Diamonds.

## Spelerscarrière
Høgmo startte zijn spelerscarrière in 1977 bij Gratangen IL. Na slechts een jaar vertrok hij naar FK Mjølner, de grootste club uit de regio waar hij geboren was. Hij bleef er zes seizoenen voordat hij naar de Noorse grootmacht Tromsø IL vertrok. Na een seizoen vertrok hij naar het Zweedse IFK Norrköping, maar na een seizoen ging hij alweer terug naar Tromsø. Met Tromsø won hij in 1986 de beker.

## Interlandcarrière
Høgmo's interlandcarrière duurde 15 minuten: op 8 november 1986 mocht hij invallen voor Vegard Skogheim tegen Zwitserland.
| Interland van Per-Mathias Høgmo voor Noorwegen | Interland van Per-Mathias Høgmo voor Noorwegen | Interland van Per-Mathias Høgmo voor Noorwegen | Interland van Per-Mathias Høgmo voor Noorwegen |
| No.                                            | Datum                                          | Wedstrijd                                      | Uitslag                                        |
| Als speler bij Tromsø IL                       | Als speler bij Tromsø IL                       | Als speler bij Tromsø IL                       | Als speler bij Tromsø IL                       |
| ---------------------------------------------- | ---------------------------------------------- | ---------------------------------------------- | ---------------------------------------------- |
| 1.                                             | 8 november 1986                                | Zwitserland – Noorwegen                        | 1 – 0                                          |

## Trainerscarrière
In 1989 was Høgmo speler-coach van Gratangen IL in zijn thuisstad. Na zijn voetbalpensioen in 1990 werd Høgmo direct coach van Tromsdalen UIL. Na twee jaar vertrok hij naar Tromsø IL. Na een korte periode bij Tromsø coachte Høgmo Fossum IF, Moss FK en verschillende Noorse nationale jeugdelftallen. In 1997 werd hij aangesteld als bondscoach voor het Noors vrouwenvoetbalelftal. Met de Noorse vrouwen kende hij redelijke successen. Zo werd hij vierde op het WK 1999 en won hij de gouden medaille in het Olympisch voetbaltoernooi 2000 in Sydney, Australië. Tussen 2000 en 2003 was Høgmo bondscoach van het Noors voetbalelftal onder 21. In 2004 keerde hij weer kort terug bij Tromsø. Hij eindigde op een vierde plaats in de Tippeligaen en vertrok naar Rosenborg BK. Hij verving Per Joar Hansen. Na een slechte seizoensstart met degradatiezorgen eindigde Høgmo met Rosenborg dan toch nog op een zevende plaats in de Tippeligaen. Hij verliet de club in 2006, kort na het behalen van de 20ste landstitel met Rosenborg, en keerde pas twee jaar later weer terug in de trainerswereld, ditmaal weer bij Tromsø. Hij verving er Steinar Nilsen. In zijn eerste seizoen na zijn tussenstop eindigde Høgmo met Tromsø als derde in de Tippaligaen. Vervolgens zette Høgmo Tromsø weer op de kaart in Noorwegen en werden een zesde, nogmaals een derde, een tweede en een vierde positie gehaald. In 2013 nam Høgmo zijn eerste klus in het buitenland aan, hij vertrok naar Djurgårdens IF. Na een korte periode verving hij Egil Olsen als bondscoach van Noorwegen. In 2014 liet Høgmo Martin Ødegaard debuteren tegen de Verenigde Arabische Emiraten. Op 13 oktober 2014 werd Ødegaard tegen Bulgarije met 15 jaar en 300 dagen de jongste international in een EK-kwalificatiewedstrijd ooit. Høgmo trad in november 2016 af als Noors bondscoach, nadat het nationale team drie punten had behaald in de eerste vier kwalificatiewedstrijden voor het WK 2018. Høgmo had de selectie in totaal 35 duels onder zijn hoede.
| Interlands Noorwegen onder leiding van Per-Mathias Høgmo | Interlands Noorwegen onder leiding van Per-Mathias Høgmo | Interlands Noorwegen onder leiding van Per-Mathias Høgmo | Interlands Noorwegen onder leiding van Per-Mathias Høgmo | Interlands Noorwegen onder leiding van Per-Mathias Høgmo |
| №                                                        | Datum                                                    | Wedstrijd                                                | Uitslag                                                  | Competitie                                               |
| -------------------------------------------------------- | -------------------------------------------------------- | -------------------------------------------------------- | -------------------------------------------------------- | -------------------------------------------------------- |
| 1                                                        | 11 oktober 2013                                          | Slovenië – Noorwegen                                     | 3 – 0                                                    | WK-kwalificatie                                          |
| 2                                                        | 15 oktober 2013                                          | Noorwegen – IJsland                                      | 1 – 1                                                    | WK-kwalificatie                                          |
| 3                                                        | 15 november 2013                                         | Denemarken – Noorwegen                                   | 2 – 1                                                    | Oefeninterland                                           |
| 4                                                        | 19 november 2013                                         | Noorwegen – Schotland                                    | 0 – 2                                                    | Oefeninterland                                           |
| 5                                                        | 15 januari 2014                                          | Moldavië – Noorwegen                                     | 1 – 2                                                    | Oefeninterland                                           |
| 6                                                        | 18 januari 2014                                          | Noorwegen – Polen                                        | 0 – 3                                                    | Oefeninterland                                           |
| 7                                                        | 5 maart 2014                                             | Tsjechië – Noorwegen                                     | 2 – 2                                                    | Oefeninterland                                           |
| 8                                                        | 27 mei 2014                                              | Frankrijk – Noorwegen                                    | 4 – 0                                                    | Oefeninterland                                           |
| 9                                                        | 31 mei 2014                                              | Noorwegen – Rusland                                      | 1 – 1                                                    | Oefeninterland                                           |
| 10                                                       | 27 augustus 2014                                         | Noorwegen – Verenigde Arabische Emiraten                 | 0 – 0                                                    | Oefeninterland                                           |
| 11                                                       | 3 september 2014                                         | Engeland – Noorwegen                                     | 1 – 0                                                    | Oefeninterland                                           |
| 12                                                       | 9 september 2014                                         | Noorwegen – Italië                                       | 0 – 2                                                    | EK-kwalificatie                                          |
| 13                                                       | 10 oktober 2014                                          | Malta – Noorwegen                                        | 0 – 3                                                    | EK-kwalificatie                                          |
| 14                                                       | 13 oktober 2014                                          | Noorwegen – Bulgarije                                    | 2 – 1                                                    | EK-kwalificatie                                          |
| 15                                                       | 12 november 2014                                         | Noorwegen – Estland                                      | 0 – 1                                                    | Oefeninterland                                           |
| 16                                                       | 16 november 2014                                         | Azerbeidzjan – Noorwegen                                 | 0 – 1                                                    | EK-kwalificatie                                          |
| 17                                                       | 28 maart 2015                                            | Kroatië – Noorwegen                                      | 5 – 1                                                    | EK-kwalificatie                                          |
| 18                                                       | 8 juni 2015                                              | Noorwegen – Zweden                                       | 0 – 0                                                    | Oefeninterland                                           |
| 19                                                       | 12 juni 2015                                             | Noorwegen – Azerbeidzjan                                 | 0 – 0                                                    | EK-kwalificatie                                          |
| 20                                                       | 3 september 2015                                         | Bulgarije – Noorwegen                                    | 0 – 1                                                    | EK-kwalificatie                                          |
| 21                                                       | 6 september 2015                                         | Noorwegen – Kroatië                                      | 1 – 0                                                    | EK-kwalificatie                                          |
| 22                                                       | 10 oktober 2015                                          | Noorwegen – Malta                                        | 2 – 1                                                    | EK-kwalificatie                                          |
| 23                                                       | 13 oktober 2015                                          | Italië – Noorwegen                                       | 2 – 1                                                    | EK-kwalificatie                                          |
| 24                                                       | 12 november 2015                                         | Noorwegen – Hongarije                                    | 0 – 1                                                    | EK-kwalificatie                                          |
| 25                                                       | 15 november 2015                                         | Hongarije – Noorwegen                                    | 2 – 1                                                    | EK-kwalificatie                                          |
| 26                                                       | 24 maart 2016                                            | Estland – Noorwegen                                      | 0 – 0                                                    | Oefeninterland                                           |
| 27                                                       | 29 maart 2016                                            | Noorwegen – Finland                                      | 2 – 0                                                    | Oefeninterland                                           |
| 28                                                       | 29 mei 2016                                              | Portugal – Noorwegen                                     | 3 – 0                                                    | Oefeninterland                                           |
| 29                                                       | 1 juni 2016                                              | Noorwegen – IJsland                                      | 3 – 2                                                    | Oefeninterland                                           |
| 30                                                       | 5 juni 2016                                              | België – Noorwegen                                       | 3 – 2                                                    | Oefeninterland                                           |
| 31                                                       | 31 augustus 2016                                         | Noorwegen – Wit-Rusland                                  | 0 – 1                                                    | Oefeninterland                                           |
| 32                                                       | 4 september 2016                                         | Noorwegen – Duitsland                                    | 0 – 3                                                    | WK-kwalificatie                                          |
| 33                                                       | 8 oktober 2016                                           | Azerbeidzjan – Noorwegen                                 | 1 – 0                                                    | WK-kwalificatie                                          |
| 34                                                       | 11 oktober 2016                                          | Noorwegen – San Marino                                   | 4 – 1                                                    | WK-kwalificatie                                          |
| 35                                                       | 11 november 2016                                         | Tsjechië – Noorwegen                                     | 2 – 1                                                    | WK-kwalificatie                                          |

Tussen 2017 en 2018 was hij kortstondig coach van Fredrikstad FK. In 2021 maakte hij zijn comeback in de trainerswereld bij het Zweedse BK Häcken, dat hij in 2022 naar de eerste landstitel in de clubgeschiedenis leidde.

## Erelijst

### Als speler
Tromsø
- Beker van Noorwegen

1986

### Als manager
Noors vrouwenvoetbalelftal
- Olympische Spelen

2000
 BK Häcken
- Landskampioen

2022